# Markus Thormeyer
Markus Thormeyer, född 25 augusti 1997, är en kanadensisk simmare. 
Thormeyer tävlade för Kanada vid olympiska sommarspelen 2016 i Rio de Janeiro. Han var en del av Kanadas lag som slutade på 7:e plats på 4x100 meter frisim.
Vid olympiska sommarspelen 2020 i Tokyo tävlade Thormeyer i fyra grenar. Individuellt tog han sig till semifinal och slutade på 16:e plats på 200 meter ryggsim samt blev utslagen i försöksheatet och slutade på 19:e plats på 100 meter ryggsim. Han var även en del av Kanadas stafettlag som slutade på fjärde plats och slog nationsrekord med tiden 3.10,82 på 4×100 meter frisim samt som slutade på sjunde plats på 4×100 meter medley.

## Personliga rekord
| Långbana (50 meter) - 100 meter frisim – 48,71 (Vancouver, 23 februari 2019) - 200 meter frisim – 1.47,60 (Toronto, 6 april 2019) - 50 meter ryggsim – 25,50 (Santa Clara, 10 juni 2018) - 100 meter ryggsim – 53,35 (Toronto, 3 april 2019) 0NR0 - 200 meter ryggsim – 1.56,96 (Gwangju, 25 juli 2019) 0NR0 | Kortbana (25 meter) - 100 meter frisim – 46,86 (Budapest, 27 oktober 2019) - 200 meter frisim – 1.43,78 (Toronto, 22 februari 2018) - 100 meter ryggsim – 50,61 (Budapest, 10 november 2020) - 200 meter ryggsim – 1.50,27 (Budapest, 14 november 2020) 0NR0 |